# Tawkar
Tawkar (arabisch طوكر; Alternativschreibung Tokar) ist eine Stadt im Sudan im Bundesstaat al-Bahr al-ahmar. Sie liegt nahe der Küste zum Roten Meer am Barka im sogenannten Tokardelta. Die Region um Tawkar ist eine der heißesten und trockensten Regionen der Welt.

## Geschichte
Die Stadt kam beim Mahdi-Aufstand zu Bedeutung, als sie zum Schauplatz mehrerer Gefechte wurde.